# 敖江镇
敖江镇是福建省福州市连江县下辖的一个镇，位于连江县中南部，其南部与连江县城关所在的凤城镇接壤，面积44.7平方公里。下辖1个居委会和13个行政村，人口数5.6万（包括2万流动人口）。镇政府驻地为白沙社區。

## 行政区划
敖江镇现辖以下行政区划：
白沙社区、幕浦村、山亭村、岱云村、石头村、上山村、下山村、青塘村、青溪村、小湾村、毗田屯村、杉塘村、长汀村、浦下村和福建连江经济开发区管委会。